# Đinh Bộ Lĩnh
Đinh Bộ Lĩnh (丁部領; 924–979; r. 968–979), numele real despre care se presupune că Đinh Hoàn (丁環) sau Đinh Hoàng (丁璜) sau Đinh Bái Đính (丁沛嵿), a fost împăratul fondator al dinastiei Đinh de scurtă durată din Vietnam, după ce și-a declarat dependența de chinezi din Vietnam. dinastia Han de Sud. El a fost o figură semnificativă în stabilirea independenței vietnameze și a unității politice în secolul al X-lea. A unificat Vietnamul prin înfrângerea a doisprezece lorzi rebeli și a devenit primul împărat al Vietnamului. La ascensiunea sa, el a redenumit țara Đại Cồ Việt. Đinh Bộ Lĩnh era cunoscut și ca Đinh Tiên Hoàng (丁先皇; literalmente „fostul împărat Đinh”).

## Viata si cariera
Đinh Bộ Lĩnh s-a născut în 924 în Hoa Lư (la sud de Delta Râului Roșu, în ceea ce este astăzi provincia Ninh Bình). Crescut într-un sat local în timpul dezintegrarii dinastiei Tang chineze, care dominase Vietnamul de secole, Đinh Bộ Lĩnh a devenit un lider militar local la o vârstă foarte fragedă. Din această epocă agitată, prima politică vietnameză independentă a apărut atunci când domnul războinic Ngô Quyền a învins forțele Hanului de Sud în prima bătălie a râului Bạch Đằng în 938. Cu toate acestea, dinastia Ngô era slabă și incapabilă să unifice Vietnamul în mod eficient. Confruntat cu anarhia internă produsă de competiția a doisprezece domni feudali pentru controlul țării, precum și cu amenințarea externă reprezentată de Han de Sud, care se considera moștenitorul vechiului regat Nan Yue care cuprindea nu numai sudul Chinei. dar și regiunea Bac Bo din nordul Vietnamului, Đinh Bộ Lĩnh a căutat o strategie de unificare politică a vietnamezilor. La moartea ultimului rege Ngô, în 965, el a preluat puterea și a fondat un nou regat a cărui capitală se afla în districtul său natal, Hoa Lư. Pentru a-și stabili legitimitatea în raport cu dinastia anterioară, s-a căsătorit cu o femeie din familia Ngô.
În primii ani ai domniei sale, Đinh Bộ Lĩnh a fost deosebit de atent să evite antagonizarea Hanului de Sud. În 968, totuși, a făcut pasul provocator de a adopta titlul de împărat (Hoàng Đế) și de a-și declara astfel independența față de domnia chineză. El a fondat dinastia Đinh și și-a numit regatul Đại Cồ Việt. Viziunea sa s-a schimbat, totuși, când puternica dinastie Song a anexat Hanul de Sud în 971. În 972, Đinh Bộ Lĩnh s-a mulțumit cu Song trimițând o misiune tribut pentru a-și demonstra loialitatea față de împăratul chinez. Împăratul Taizu din Song l-a recunoscut ulterior pe conducătorul vieții drept Giao Chỉ Quận Vương (regele lui Giao Chi), un titlu care exprima o relație teoretică de vasalaj în supunere față de imperiu. Conștient de puterea militară a lui Song și dornic să protejeze independența țării sale, Đinh Bộ Lĩnh a obținut un acord de neagresiune în schimbul unor tributuri plătite curții chineze la fiecare trei ani.

## Relații externe
Pe lângă gestionarea relațiilor cu China, Đinh Bộ Lĩnh a reformat energic administrația și forțele armate ale Vietnamului pentru a întări bazele noului stat. A înființat o curte regală și o ierarhie de funcționari civili și militari. Đinh Bộ Lĩnh a instituit, de asemenea, un sistem de justiție riguros în care trădarea era pedepsită prin gătirea într-o cuvă cu ulei clocotit sau prin hrănirea unui tigru în cușcă, astfel încât să ofere un mijloc de descurajare tuturor celor care amenințau noua ordine în regat.

## Moarte

### Asasinarea lui Đinh Bộ Lĩnh
Cu toate acestea, domnia lui Đinh Bộ Lĩnh nu a durat mult. În 979, un oficial al palatului, inspirat de un vis, ia ucis atât pe Đinh Bộ Lĩnh, cât și pe fiul său cel mare Đinh Liễn, în timp ce dormeau în curtea palatului. Ucigașul a fost rapid prins și executat de generalul Nguyễn Bặc. Bộ Lĩnh a fost succedat de fiul său supraviețuitor, în vârstă de șase ani, Đinh Phế Đế.
Dinastia Song a vrut să profite de situația turbulentă din Đại Cồ Việt pentru a restabili controlul chinez asupra țării și a trimis o armată să invadeze Vietnam. În această criză, Lê Hoàn, comandantul șef al armatei lui Đinh Bộ Lĩnh, a pășit în vidul de putere, l-a detronat pe copilul împărat, și-a eliminat oponenții la curte și a intrat în relații ilicite cu împărăteasa văduvă Dương Vân Nga. Lê Hoàn a învins invazia Song, s-a autoproclamat împărat și a fondat dinastia Lê timpurie. El a continuat să numească țara „Đại Cồ Việt”.